# Queer Palm

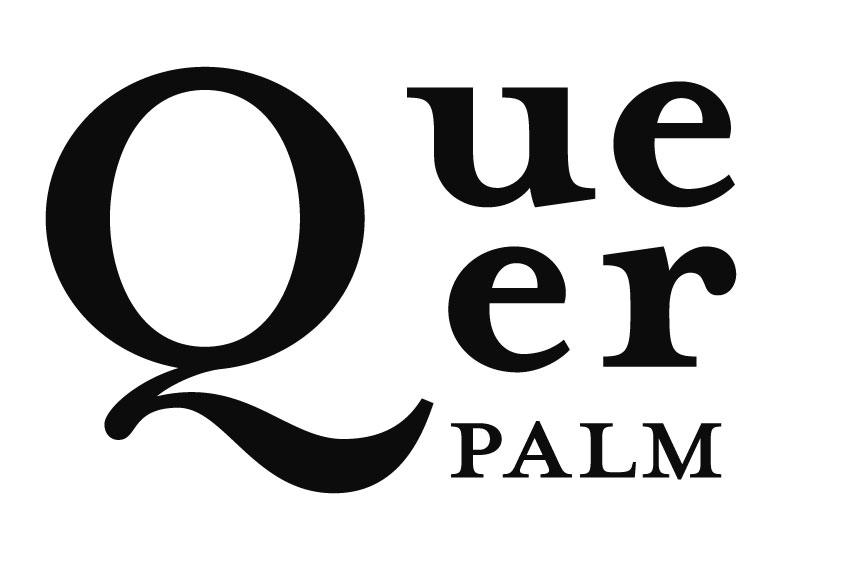
Логотип премії

«Queer Palm» — спеціальна нагорода Каннського кінофестивалю, яка щорічно вручається з 2010 року. Її присуджують фільмам, що висвітлюють квір та ЛГБТ-тематику у кіно. Заснована французькими режисерами Жаком Мартіно і Олів'є Дюкастелем. Премією відзначають один повнометражний і один короткометражний фільм. Першим призером стала стрічка Грегга Аракі «Ба-бах».

## Призери
| Рік  | Повнометражний фільм | Короткометражний фільм                                                                    |
| ---- | --- | ----------------------------------------------------------------------------------------- |
| 2010 | Ба-бах! реж. Грегг Аракі Франція США | не присуджувалася                                                                         |
| 2011 | Небезпека краси реж. Олівер Германус Франція | не присуджувалася                                                                         |
| 2012 | Лоранс у будь-якому випадку реж. Ксав'є Долан Канада | Це не фільм про ковбоїв (фр. Ce n'est pas un film de Cowboy) реж. Бенжамін Парент Франція |
| 2013 | Незнайомець на озері реж. Ален Ґіроді Франція | не присуджувалася                                                                         |
| 2014 | Гордість реж.Меттью Варкус Велика Британія | не присуджувалася                                                                         |
| 2015 | Керол реж.Тодд Гейнс Велика Британія / США Спеціальна згадка: «Лобстер» реж. Йоргос Лантімос Ірландія / Велика Британія / Греція / Франція / Нідерланди | Lost Queens реж. Ignacio Juricic Merillán                                                 |
| 2016 | Життя Терези реж.Себастьєн Ліфшиц Франція | Коханець-базіка реж. Анна Казнав Камбет Франція                                           |
| 2017 | 120 ударів на хвилину реж.Робен Кампійо Франція | Острови реж. Янн Гонзалез Франція                                                         |
| 2018 | Дівчина реж.Лукас Донт Бельгія | Сирота реж. Кароліна Марковіц Бразилія                                                    |
| 2019 | Портрет молодої жінки у вогні реж.Селін Ск'ямма Франція                                                                                                 | Відстань між нами і небом реж. Васіліс Кекатіс Греція/ Франція                            |